# Synagoge (Almere)
De enige synagoge van Almere was gelegen aan Markerkant 1201-17/18. In 2015 verhuisde de synagoge naar de Kweekgrasstraat.

## Achtergrond
Almere was in 1998 de eerste stad in Flevoland waar Joden een synagoge in gebruik namen. Rabbijn van deze NIG werd Moshe Stiefel (Atlanta, 1972), sinds september 1997 woonachtig in Almere. De locatie was op een bedrijventerrein, de Markerkant. De huur werd tot 2014 voldaan door het NIK. Stiefel besloot daarom zich aan te sluiten bij de Chabad-beweging en het nieuwe onderkomen werd het pand aan de Kweekgrasstraat. Deze synagoge werd in februari 2015 ingewijd in bijzijn van burgemeester Annemarie Jorritsma, rabbijn Ies Vorst en opperrabbijn Binyomin Jacobs.